# بيئة العمل اليابانية
تُعرف بيئة العمل في اليابان بتبني نظامي التوظيف الجماعي للخريجين الجدد (新卒一括採用 Shinsotsu-ikkatsu-saiyō) والتوظيف مدى الحياة (終身雇用 Shūshin koyō)، وهما نموذجان شائعان بين الشركات الكبرى، حيث يُنظر إليهما كرمز لساعات العمل الطويلة والولاء والالتزام المؤسسي.
ترجع جذور هذه البيئة إلى عشرينيات القرن العشرين، عندما بدأت الشركات الكبرى بتعزيز حضورها في الأسواق العالمية. تأثرت هذه البيئة بتقاليد السلطة والنفوذ المستمدة من نظام الداي ميو خلال الحقبة الإقطاعية، واستمرت هذه القيم في التطور خلال فترة إصلاح ميجي. مع نمو الاقتصاد الياباني، ركزت الشركات إلى استقطاب الموظفين ذوي الكفاءة عبر توفير مزايا وظيفية وضمان الأمن الوظيفي مدى الحياة.
بحلول ستينيات القرن العشرين، أصبح العمل في الشركات الكبرى هدفًا رئيسيًا للطبقة الوسطى الناشئة في اليابان، مما أدى إلى تصاعد التنافس في النظام التعليمي، حيث بات النجاح الأكاديمي عاملًا حاسمًا في فرص التوظيف. انعكس هذا التوجه في إستثمار العائلات الكبيرة في تعليم أبنائها لضمان مستقبل مهني مستقر داخل الشركات الكبرى.
وكان يُتوقع من الموظفين اليابانيين إظهار مستوى عالٍ من الإجتهاد والولاء تجاه شركاتهم، مقابل مزايا شاملة تتضمن إعانات السكن، والتأمين الصحي والاجتماعي، واستخدام المرافق الترفيهية، والمكافآت المالية، واستحقاقات التقاعد. تبدأ الأجور في مرحلة التوظيف منخفضة، لكنها ترتفع تدريجيًا وفقًا لنظام الترقيات المبني على مزيج من الأقدمية والكفاءة المهنية.
يعتمد أسلوب القيادة في الشركات اليابانية على تحقيق التوافق الجماعي بدلاً من إتخاذ القرارات الفردية السريعة، مع مراعاة احتياجات الموظفين. وتشير الدراسات إلى أن العديد من الموظفين يفضلون أرباب العمل الذين، رغم متطلباتهم العالية، يبدون اهتمامًا بالحياة الشخصية للموظفين أكثر من أولئك الذين يركزون فقط على الأداء الوظيفي.
يشجع النظام الوظيفي في اليابان على تعزيز روح الفريق والتعاون المؤسسي، ويتجلى ذلك في ممارسات مثل ترتيل أغنية الشركة التي تعكس قيمها وأهدافها. كما يتميز الموظفون بعدم الاستفادة الكاملة من إجازاتهم، ويحرصون على مشاركة النجاحات مع زملائهم لتحقيق الأهداف المشتركة. يعبر العاملون عن فخرهم المؤسسي من خلال التنافس بين الأقسام المختلفة داخل الشركة، أو بين الشركات في نفس القطاع، مما يعزز مفهوم "الوا" (和, Wa) والذي يعني الانسجام في بيئة العمل.
تتجاوز هذه الثقافة حدود ساعات العمل الرسمية لتشمل أنشطة الاختلاط الاجتماعي بعد العمل، المعروفة باسم "نوميكاي" (飲み会, Nomikai)، حيث يشارك الموظفون في لقاءات جماعية تهدف إلى تعزيز العلاقات المهنية وبناء الروابط بين الزملاء. ومع ذلك، يرى بعض الباحثين أن الولاء الجماعي في الشركات اليابانية قد يمثل إيديولوجية أكثر منه ممارسة فعلية، لا سيما بالنسبة للموظفين الذين لا يصلون إلى المناصب الإدارية العليا.

## الشركات الصغرى
لا يتمتع جميع الموظفين بمزايا ممارسات التوظيف تلك وبيئات العمل. وقد اتضح أن 64% من الأسر في عام 1985 تعتمد على الأجور أو الرواتب في أغلب دخلها، وأغلب هؤلاء العمال يعملون في الشركات الصغيرة أو المتوسطة التي لا تمنح مميزات العمل المتواجدة في الشركات الكبيرة أو حتى تصل  إلى مستوى نجاحها بالرغم من أهداف أصحابها الجيدة.
وحتى في الشركات الكبيرة فإن التمييز بين الموظف الدائم والموظف المؤقت قد جعل العديد من الموظفين ومعظمهم النساء غير مؤهلين للحصول على المزايا والترقيات، وهؤلاء العمال كانوا الأكثر عرضة للفصل بسبب الظروف الاقتصادية المتردية. وقد قام العالم الياباني دروني كي كوندو (Dorinne K. Kondo) بمقارنة بين وضع الموظفين المؤقتين والموظفين الدائمين وفقا لفروق باشنكز بين كل من الاعضاء الدائمين والمؤقتين مع إيجاد درجات مختلفة للظروف الخارجية والداخلية ضمن شركة ما.
واستمرت تقاليد الأعمال الحرة والإرث الياباني بما يخص وسائل العيش بين التجار والحرفيين والمزارعين والصيادين الذين شكلوا ما يقارب 20% من القوى العاملة في عام 1985. وهؤلاء العمال تنازلوا عن الأمن الوظيفي من أجل الاستقلال الذاتي، وبإمكانهم زيادة دخلهم بالأجور عند الضرورة.
وكما هو متعارف عليه فإن مثل هذه الأعمال التجارية تستخدم عمالة الأسر غير المدفوعة ولكن الزوجات أو حتى الأزواج من المرجح ان يذهبوا الي العمل في المصانع أو المكاتب ويتركوا الأزواج أو الاباء المتقاعدين للعمل في المزارع  ومراقبة المتاجر.
فمن ناحية، تقوم السياسات اللامركزية بتوفير وظائف بدوام جزئي في المصانع للأسر التي تعمل في الفلاحة، ومن ناحية أخرى نشأت البطالة بسبب التراجع الصناعي والذي يؤثر على عمال الريف تماماً مثل عمال الحضر.
في حين أن نسبه البطالة في اليابان منخفضه بالمقارنة مع غيرها من الدول الصناعية الأخرى (بلغت نسبتها اقل من 3% خلال أواخر سنه 1980) وما يقارب 400,000 عامل باليومية لا يتشاركون اياً من الأمن أو الثراء مع الموظفين الذين يتمتعون بفوائد التوظيف لمدى الحياة.
بلغت نسبة نمو القوى العاملة في اليابان أقل من 1% سنويا في السبعينيات والثمانينيات، وفي عام 1991 وصلت هذه النسبة إلى 2.4% من مجموع السكان الذين هم فوق سن الخامسة عشر وهذا المعدل لم يتغير الا قليلاً منذ عام 1970.
وقد اختلفت مشاركة القوى العاملة من حيث الفئات العمرية والجنسية المختلفة حيث كانت مشابهة لتلك الموجودة في الدول الصناعية الأخرى في توزيعها النسبي بين الصناعات الأولية والثانوية والثالثية، كما انخفضت نسبة العاملين في قطاع الصناعات الأولية (الزراعة والحراجة وصيد الأسماك) من 17.4% في عام 1970 إلى 7.2% في عام 1990 وكان من المتوقع إنخفاضها إلى 4.9% بحلول عام 2000، وبلغت نسبة القوى العاملة اليابانية التي تعمل في قطاع الصناعات الثقيلة 33.7% في عام 1970 ثم انخفضت إلى 33.1% في عام 1987 وكان من المتوقع أن تصل إلى 27.7% في عام 2000، في حين وصلت نسبة القوى  العاملة في قطاع الصناعات الخفيفة  إلى 47% في عام 1970 ثم ارتفعت إلى 58% في عام 1987 وكان من المتوقع أن يتم تشغيل 62% من القوى العاملة في هذا القطاع بحلول عام 2000. وقد ضمت القوى العاملة خلال السبعينات والثمانينات أكثر من 95% من الرجال الذين تتراوح أعمارهم بين 25 عاما و45 عاما غير أن هذه النسبة انخفضت بشكل حاد بعد سن التقاعد المتعارف عليه والمحدد ب 55 عاماً (ارتفع سن التقاعد لمعظم الرجال إلى 60 عاماً بحلول عام 1990)، وتراوحت أعمار النساء اللواتي شاركن بأكبر نشاط في سوق العمل بين أوائل العشرينات وسن 35 و 54 عاماً. كما بلغ معدل البطالة 2.2% في عام 1992. ويعد هذا المعدل أقل بكثير مما كان عليه الحال في الدول الصناعية الأخرى ولكنه تضاعف تقريباً منذ إنهيار تضخم أسعار الأصول في اليابان، وفي الوقت الحالي أصبحت بطالة الشباب تشكل مشكلة كبيرة في كثير من المناطق. 
 تختلف الأجور بحسب اختلاف الصناعة ونوع العمالة، فالذين يحصلون على أعلى الأجور هم العمال الدائمون في الشركات التي تضم أكثر من ثلاثين موظفاً مثل العاملين في مجالات التمويل والعقارات والخدمة العامة والنفط والنشر والصناعات الناشئة ذات التكنولوجيا العالية أما بالنسبة للعاملين في مجال الصناعات النسيجية والألبسة والأثاث والصناعات الجلدية فيحصلون على أقل الأجور، ويعتبر  متوسط أجور المزارعين هو الأسوء ولكن قد يستفيد الفلاح من ممتلكات أراضيه الزراعية فضلا عن الاستفادة من العلاقات السياسية القوية التي يمتلكها قطاع الزراعة مع الحزب الديموقراطي الليبرالي.
وقد ارتفعت الأجور بشكل سريع جداً خلال فترة النمو الإقتصادي المتزايد من عام 1960م إلى 1973م. حيث ارتفع معدل الأجور الرمزية إلى 13% سنويا بينما ارتفع معدل الأجور الحقيقية إلى 7% لكل عام.
كما انخفضت مستويات الأجور تزامناً مع انخفاض النمو الاقتصادي بين عامي1973م و1987م حيث انخفضت الأجور السنوية الرمزية والحقيقية من 8% إلى 2% على التوالي. وبدأ تزايد الأجور في عام 1987م نتيجةً لارتفاع قيمة عملة الين في ذلك الوقت. وفي عام 1989م استلم الموظفين اجوراً أعلى مما كانت عليه في السنة الماضية حيث كان معدل الدفع لموظفي الصحف (6.7%)، يليهم تجار الجملة والتجزئة (6%)، ومن ثم موظفي الفنادق (5.7%). كما بلغ معدل الدفع لعمال المصانع الذين يعملون في مصانع المعادن (2.5%)، بخلاف اولئك الذين يعملون كمصممي السفن (4.2%) ويعد هؤلاء الأقل أجوراً على الإطلاق
حيث ان رواتب الموظفين الإداريين والتقنيين كانت أعلى  بما يعادل 20% من الموظفين الذين يعملون في الإنتاج. وفي نهاية الثمانينات كانت الأجور في الشركات المصنعة التي تمتلك 500 عامل أو أكثر تصنف ضمن فئة 100، بينما الشركات التي يبلغ عدد موظفيها من 100 إلى 499 تصنف ضمن فئة 79، أما الشركات التي يكون عدد موظفيها من 30 إلى 99 تصنف ضمن فئة 64، بالإضافة إلى تلك الشركات التي يبلغ عدد موظفيها من 5 إلى 29 يتم تصنيفها ضمن فئة 56.6. فكانت الفجوة بين معدل الأجور المدفوعة لخريجي الكليات والمدراس الثانوية طفيفة ولكنها تزداد كلما تقدم الموظفون في السن حيث أن معدل الأجورالأعلى يكون في سن الخامسة والخمسون وبذلك تستلم الفئة المذكورة أولاً من 60 إلى 80% فقط من معدل أجر الفئة الثانية.
 وفي النموذج القياسي يستلم العمال مكافأتين كبيرتين إلى حد ما بالإضافة إلى الراتب حيث يتم استلام المكافئة الأولى في نصف العام والأخرى في نهايته. وبحلول عام 1988 كان العمال في الشركات الكبرى يستلمون مكافآت مساوية الدفع لـ 1.9 شهراً بينما الذين يعملون في الشركات الصغرى يستلمون مكافآت تعادل الدفع لـ 1.2 شهراً. وبالإضافة إلى هذه المكافآت يستلم العمال في اليابان فوائد إضافية مثل المبالغ المدفوعة كبدل معيشة والحوافز ومكافآت حالات العمل الخاص ومكافآت حسن الحضور والالتزام وتكاليف تغطية المعيشة.

## ظروف العمل
تختلف ظروف العمل من شركة إلى أخرى ففي عام 1987م عمل الموظفين حوالي 46 ساعة أسبوعياً كمعدل متوسط كما أن أغلبية الموظفين في الشركات الكبرى كانوا يعملون خمسة أيام في الأسبوع بالإضافة إلى يومي سبت من كل شهر.
بينما عمل الموظفون في الشركات الصغرى بما يعادل ستة أيام في كل أسبوع.
وبحلول عام 1989م من شهر يناير بدأت المؤسسات الحكومية بإغلاق أبوابها في يوم سبت من كل شهر وذلك لمواجهة الانتقادات العالمية حول الافراط في العمل لساعات طويلة في اليابان. كما قامت النقابات العمالية بتخفيض ساعات العمل واعتبرت ذلك جزء مهم من متطلباتهم، واستجابت العديد من الشركات الكبرى لذلك بشكل ايجابي.
و قد انخفضت ساعات العمل في اليابان بشكل تدريجي. ففي عام 1986م كان معدل ساعات عمل الموظفين في اليابان يقدر بحوالي 2.097 ساعة مقارنة مع ساعات العمل في الولايات المتحدة والتي تقدر بـ 1.828 ساعة وكذلك 1.702 ساعة في فرنسا.
كما انخفض معدل ساعات العمل السنوي في اليابان في عام 1995م إلى ما يعادل 1.884ساعة وبحلول عام 2009م انخفضت ساعات العمل إلى 1.714 ساعة. ومعدل أيام الإجازة لأي عامل ياباني هو خمسة عشر يوما كإجازة مدفوعة في كل سنة ولكن في العادة يتم أخذ سبعة أيام فقط من هذه الإجازة.[تحقق من المصدر]
وفي السنوات الاخيرة، أصبحت العقود المؤقتة أكثر شهرة بين الشركات الرائدة وتعرف هذه العقود في اللغة اليابانية بـ  (haken) وهو مصطلح ياباني يشير إلى الموظفين المؤقتين الذين يتم إرسالهم إلى الشركات من قبل وكالات التوظيف. وبسبب انخفاض حجم القوى العاملة اليابانية، فقد ارتفع معدل ساعات العمل الأسبوعي في العديد من الشركات المتوسطة وكذلك الشركات الكبرى.
وعلى الرغم من ادعاءات العقود بتحديد ثمان ساعات عمل لليوم الواحد فإنه لازال من الشائع للعديد من الموظفين العمل لـ 12 ساعة أو أكثر في اليوم الواحد في مصانع معينة في طوكيو. وفي العديد من الشركات يوجد عقد مكتوب للعمل لساعات اضافية من كل شهر. وغالباً ما تكون ساعات العمل الإضافية التي تتراوح من 20 إلى 40 ساعة هي الخدمة الإضافية وبناء على ذلك لا يتم الدفع لتلك الساعات من العمل.[تحقق من المصدر]

### الأمن الوظيفي
يعتبر نظام الحماية الوظيفية في اليابان نظاماً فريد من نوعه وفعالاً مقارنة بالدول الأخرى حيث يعد إخلاص المرء للشركة التي يعمل فيها سمة أساسية ومهمة في الثقافة اليابانية. وتهتم العديد من الشركات اليابانية بتعزيز محيطها الداخلي وحسب ونتيجة لذلك فإن العديد من الأشخاص يستمرون بالعمل مع الشركة نفسها طوال حياتهم. ويسعى الموظفون في اليابان لإستثمار وتطوير الشركة التي يعملون فيها في حين تحاول الشركات الحفاظ على الجو العائلي ورعاية موظفيها. كما يعتبر تثبيط زملاء العمل وادعاء المرض والتصرف بشكل سيئ في العمل من الأمور غير المقبولة في الشركة.
وتسعى الشركات في اليابان جاهدة لأجل ضمان أمن الموظفين ومنع استقالتهم حيث قد تحاول الشركات
التفاوض على اتفاقيات أفضل مع الموردين والمطالبة بدعم حكومي وإلغاء ساعات العمل الإضافية في سبيل الحيلولة دون تفكير الموظفين  في الاستقالة. وتقوم العلاقة بين رب العمل والموظف برفع وتعزيز أمن التوظيف وأخلاقيات المهنة وكذلك الرغبة في العمل لساعات أطول.

### التأثير على رعاية دولة اليابان لمواطنيها
اجتمع الليبراليين والفلاسفة المحافظين وذلك لتشكيل رعاية الدولة اليابانية حيث ترتبط ظروف العمل ورعاية الدولة لمواطنيها ببعضها البعض، ونتيجة لانخفاض عدد ساعات العمل على مر السنين فقد انخفض كذلك الضغط على الرعاية المقدمة من قبل الدولة ففي عام 2012م كان معدل زيارة المواطن الياباني للمرافق الطبية اثنتا عشر مرة وهذا يعني بأنها أكثر بثلاث مرات من معدل الزيارات التي يقوم بها المواطن في الولايات المتحدة. ويرجع سبب ذلك إلى حد ما إلى انخفاض النفقات الطبية كما قد يكون السبب هو ارتفاع معدل ضغط ظروف العمل. كما يؤثر الضغط بشكل سلبي كبير على العوامل العقلية والفسيولوجية للأفراد. وتختلف ساعات العمل وفقاً لأنواع الشركات وأحجامها حيث تزداد ساعات العمل في الشركات المتوسطة إلى الكبرى ويعد الضغط الذي يسببه العمل لأكثر من 12 ساعة في اليوم عاملاً مساهماً في الزيارات الطبية المتكررة للمواطنين اليابانيين. وتعد أغلب المستشفيات في اليابان ذات ملكية خاصة ويأتي ذلك نتيجة للتأثير المحافظ في حين تفرض الحكومة قوانين صارمة لتحديد أسعار الرعاية الطبية ويأتي ذلك في إشارة الهيئة الليبرالية لرعاية دولتهم.  فكلما زاد الضغط على الموظفين  زاد الحمل على رعاية البلاد لهم.

## كاروشي (كاروشي)
كاروشي هو مصطلح معناه الموت بسبب  العمل الشاق في أماكن العمل اليابانية. ويحدث بسبب الضغط الكبير الناتج عن العمل لما يصل إلى  60 ساعة أو أكثر في الأسبوع (kumarshiro 1993:9 كومارشيرو).

### قضية انتحار ماتسوري تاكاهاشي (2016)
في عام 2016 أقدمت امرأة شابه على الانتحار بسبب العمل الزائد مما أثار الشك حول بيئة العمل اليابانية مرة أخرى.
ولقد انتحرت ماتسوري تاكاهاشي في يوم الكريسماس من عام 2015 عن عمر ناهز24 عاما وذلك بعد  العمل  المرهق  في شركة دينتسو (Dentsu) المحدودة وهي إحدى كبرى الشركات اليابانية للدعاية والإعلان. ؛ وحدث الانتحار بعد ثمانية أشهر فقط من حصولها على أول وظيفة بدوام كامل في شركة دينتسو وذلك بعد انهائها التعليم الجامعي مباشرة.
ومن خلال مشاركاتها ببعض المنشورات في حساباتها على مواقع التواصل الاجتماعي عرف الناس أنها كانت تنام فقط لأقل من ساعتين يومياً قبل أن تقدم على الانتحار وكما صرح مكتب ميتا لرقابة معايير العمالة في طوكيو بأن موتها كان له صلة بالعمل والمعروف باسم (karoshi) في اللغة اليابانية ووفقا لما جاء في التقارير الأولية من قبل مكتب الرقابة أن ماتسوري تاكاهاشي كانت تعمل لأكثر من 105 ساعة من العمل الإضافي شهرياً بينما يجب ألا تتعدى ساعات العمل المسموح بها 8ساعات في اليوم و40 ساعة في الأسبوع وفقاً لقانون العمل الياباني. وفي الواقع يجب على الشركات اليابانية أولا إبرام معاهدات خاصه للحصول على موافقة الحكومة إذا ما رغبت في تمديد ساعات عمل موظفيها وذلك وفقا لقانون معايير العمل رقم36 3 وفي إطار القيود التي تفرضها المعاهدة يمكن تحديد ساعات العمل بين الموظفين وأصحاب العمل والنقابات العمالية. ومع ذلك  فإن النقابات العمالية في اليابان عادة ما تتفق مع القرارات التي تدلي بها الشركة.
 وقد تم التركيز على هذه القضية بشكل خاص من قبل العامة وجذبت هذه القضية انتباه الرأي العام مرة أخرى، وبعد الجلسة العامة وكاستجابة لهذه القضية فقد قام مكتب رقابة معايير العمالة والتفتيش بتفتيش الزامي لشركة دينتسو وكشف المكتب أنه تم التعاون مع الشركة للتأكد من أن الموظفين يسجلون أوقات عمل أقل عند دخولهم أو خروجهم من المكتب. وكانت النتيجة صادمة حيث أن ماتسوري تاكاهاشي لم تكن أول موظفة شابة تنتحر في شركه دينتسو.حيث أقدم موظف في شركة دينتسو على الانتحار لنفس السبب في عام 1991 .   وبعد هذه الحادثة  أصدرت المحكمة العليا في عام 2000 أمراً لشركة دينتسو بتحسين ظروف العمل لديها. غير أن حادثة ماتسوري تاكاهاشي أثبتت أن بيئة العمل في شركة دينتسو لم تتغير منذ وفاة موظفها في عام 1991.
ألقت شركة دينتسو اللوم بشكل جزئي في قضية ماتسوري تاكاهاشي على النقص الكبير في القوى العاملة في الشركة بالإضافة إلى تزايد الأقسام كخدمة تقديم المشورة عبر الإنترنت. وقد صرح الرئيس التنفيذي للشركة  للعامة قائلا «ينبغي علينا السيطرة على الوضع عن طريق زيادة عدد الموظفين في هذه الأقسام.». ما يزال عمر الموظف في اليابان أمراً مهماً في عدد من الشركات وبالتالي فإنه من الصعب توظيف الأشخاص اعتماداً على احتياجات الشركة. وهذا اقتباس للمدير التنفيذي والذي أشار فيه إلى أن البنية التحتية الاجتماعية اليابانية مستقرة ولكن تدني نسبة التنقل بين الاقسام المختلفة في الشركة من شأنه أن يسبب ضغط للموظفين.  
  بعد قضية انتحار ماتسوري، قامت إدارة رئيس الوزراء الياباني، آبي، بعقد مؤتمر لتحسين ظروف العمل في اليابان، وقد عقد الاجتماع الأول في سبتمبر من عام 2016. وإضافة إلى ذلك أعلنت الحكومة اليابانية عن تقريرها الأول الذي تحدث عن الإفراط في العمل الذي يؤدي إلى الموت، ووفقاً لهذا الإعلان الرسمي فإن 23% من الشركات الكبرى في اليابان لديها إمكانية وجود ضغط غير قانوني في العمل. وقد أكد وزير الصحة والعمل والرعاية الاجتماعية ومسؤول مكتب تفتيش العمالة ياسوهيسا شيوزاكي (Yasuhisa Shiozaki) على أهمية تعزيز هذه القطاعات. ويعاني مكتب تفتيش العمالة القياسية الآن من نقص في القوى العاملة بالمقارنة مع عدد الشركات التي يحتاجون إلى التحقيق معها. وبعد مواجهة الانتقادات من العامة، يواجه الآن قانون معايير العمل رقم 36 إمكانية التعديل لثبوت عدم أهليته.
وعلى الرغم من المطالبة بتعديل العديد من قوانين العمل، إلا أن القاعدة الاجتماعية لليابان، بما في ذلك الشركات القوية، تمنع هذه القوانين من أن تكون أكثر من مجرد التزام ذاتي ومراقبة للجهد المبذول في العمل.

## المستقبل
هناك تحول متزايد في ظروف العمل اليابانية بسبب كلا من:
1.	تدخل الحكومة نتيجة لانخفاض معدلات المواليد ومعدلات انتاجية العمل.
2.	التنافس المستمر للشركات على العمال والذين تتزايد ندرتهم بشكل مستمر نتيجة لانخفاض عدد السكان في سن العمل ويأتي هذا الأخير كنتيجة لانخفاض معدلات المواليد.
وتقوم العديد من الشركات اليابانية بتقليل ساعات العمل مع تحسين ظروف العمل نفسه بما في ذلك توفير وسائل الراحة مثل المرافق والصالات الرياضية، وتضغط الحكومة اليابانية على تثبيت مشروع قانون من شأنه ان يجبر الموظفين على أخذ إجازة لا تقل عن خمسة أيام وأيضا ضمان دفع أجور الموظفين ذوي الدخل المرتفع في قطاعات معينة مثل التمويل وفقاً لكفاءة الأداء في العمل وليس وفقاً لساعات العمل.

## انظر ايضاً
- Simultaneous recruiting of new graduates
- Japanese employment law
- Japanese management culture
- Salaryman

## روابط خارجية
- My Life in Corporate Japan
- Politeness levels in business Japanese